# Sollevamento pesi ai Giochi della XXXI Olimpiade - 63 kg femminile
Le gare di sollevamento pesi della categoria fino a 63 kg femminile dei giochi olimpici di Rio de Janeiro 2016 si sono svolti il 9 agosto 2016 presso il padiglione 2 di Riocentro.

## Programma
L'orario indicato è riferito a quello brasiliano (UTC-3)
| Data                   | Ora   | Gruppo   |
| ---------------------- | ----- | -------- |
| Martedì, 9 agosto 2016 | 12:30 | Gruppo B |
| Martedì, 9 agosto 2016 | 15:30 | Gruppo A |

## Record
Prima della competizione, i record olimpici e mondiali erano i seguenti:
| Record mondiale | Strappo | Svetlana Carukaeva Russia    | 117 kg | 8 novembre 2011 Parigi, Francia          |
| Record mondiale | Slancio | Deng Wei Cina                | 146 kg | 25 novembre 2015 Houston, Stati Uniti    |
| Record mondiale | Totale  | Lin Tzu-chi Taipei cinese    | 261 kg | 23 settembre 2011 Incheon, Corea del Sud |
| Record olimpico | Strappo | Hanna Batsiushka Bielorussia | 115 kg | 18 agosto 2004 Atene, Grecia             |
| Record olimpico | Slancio | Natalija Skakun Ucraina      | 135 kg | 18 agosto 2004 Atene, Grecia             |
| Record olimpico | Totale  | Maiya Maneza Kazakistan      | 245 kg | 31 luglio 2012 Londra, Regno Unito       |

## Risultati
| Pos. | Atleta                     | Gruppo | Strappo (kg) | Strappo (kg) | Strappo (kg) | Strappo (kg) | Slancio (kg) | Slancio (kg) | Slancio (kg) | Slancio (kg) | Totale |
| Pos. | Atleta                     | Gruppo | 1            | 2            | 3            | Risultato    | 1            | 2            | 3            | Risultato    | Totale |
| ---- | -------------------------- | ------ | ------------ | ------------ | ------------ | ------------ | ------------ | ------------ | ------------ | ------------ | ------ |
|      | Deng Wei                   | A      | 108          | 112          | 115          | 115          | 138          | 147          | —            | 147          | 262    |
|      | Choe Hyo-sim               | A      | 105          | 109          | 111          | 105          | 135          | 138          | 143          | 143          | 248    |
|      | Karina Goricheva           | A      | 107          | 107          | 111          | 111          | 132          | 137          | 137          | 132          | 243    |
| 4    | Mercedes Pérez             | A      | 100          | 104          | 104          | 104          | 125          | 130          | 137          | 130          | 234    |
| 5    | Eva Gurrola                | A      | 97           | 100          | 100          | 100          | 120          | 125          | 125          | 120          | 220    |
| 6    | Giorgia Bordignon          | A      | 94           | 98           | 98           | 98           | 115          | 119          | 123          | 119          | 217    |
| 7    | Esraa Ahmed                | B      | 93           | 97           | 100          | 100          | 112          | 116          | 118          | 116          | 216    |
| 8    | Marina Rodríguez           | B      | 87           | 91           | 94           | 94           | 117          | 121          | 123          | 121          | 215    |
| 9    | Namika Matsumoto           | B      | 90           | 94           | 95           | 90           | 107          | 111          | 115          | 115          | 205    |
| 10   | Anni Vuohijoki             | B      | 85           | 88           | 89           | 85           | 104          | 107          | 113          | 107          | 192    |
| 11   | Joana Palacios             | B      | 80           | 83           | 86           | 83           | 101          | 102          | 107          | 107          | 190    |
| 12   | Elisa Vania Ravololoniaina | B      | 75           | 80           | 85           | 85           | 95           | 100          | 100          | 100          | 185    |
| 13   | Mehtap Kurnaz              | B      | 78           | 81           | 83           | 81           | 100          | 103          | 105          | 100          | 181    |
| —    | Siripuch Gulnoi            | A      | 105          | 108          | 110          | 108          | 132          | 132          | 132          | —            | —      |